# Les Sables-d’Olonne (Les Sables-d’Olonne)
Les Sables-d’Olonne korábbi község Franciaország Loire mente régiójában, Vendée megyében. A Vendée Globe föld körüli vitorlásverseny kiindulási- és végállomása. Lakosainak száma 14 545 fő (2017. január 1.). Les Sables-d’Olonne Château-d’Olonne és Olonne-sur-Mer községekkel határos.
2019. január 1-jén Olonne-sur-Mer és Château-d’Olonne korábbi községekkel egyesült és az így létrejött (azonos nevű) Les Sables-d’Olonne új község része lett.

## Népesség
A település népességének változása:
| Lakosok száma | 14 253 | 13 940 | 14 554 | 14 545 |
|               | 2013   | 2015   | 2016   | 2017   |